# Sturmgeschütz

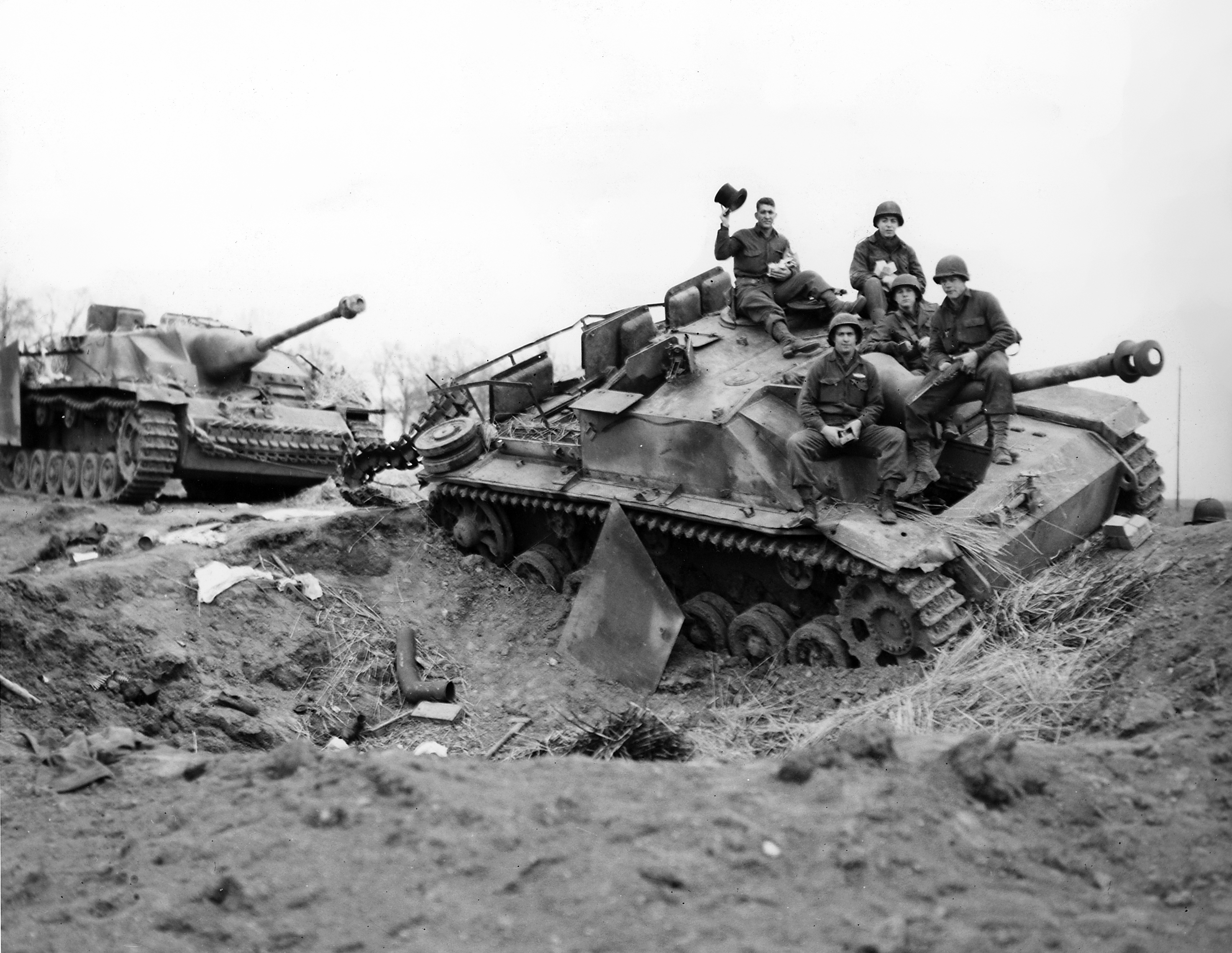
Aufgegebene Sturmgeschütze III nach einem Bombenangriff, darauf amerikanische GIs

Sturmgeschütze wurden als gepanzerte Selbstfahrlafetten zur unmittelbaren Unterstützung der Infanterie die Hauptwaffe der deutschen Sturmartillerie im Zweiten Weltkrieg. Zu Beginn des Krieges setzte ausschließlich die deutsche Wehrmacht solche Fahrzeuge ein, die sich im Verlauf des Krieges zunehmend in der Bekämpfung von gegnerischen Kampffahrzeugen bewährten. Das Konzept fand in anderen Nationen Nachahmer, da durch die Art des Einbaus größere Geschütze auf Fahrgestellen verwendet werden konnten, die eigentlich nicht für eine derartige Bewaffnung geeignet waren.

## Begrifflichkeit
Der Urtyp dieser mit einem Artilleriegeschütz bestückten Vollkettenpanzerfahrzeuge, das Sturmgeschütz III, wurde ab Mitte der 1930er Jahre in Deutschland entwickelt. Die Begriffe Sturmgeschütz, gelegentlich Sturmhaubitze, Panzerjäger und Jagdpanzer werden von Laien oft synonym verwendet, obwohl sich diese Fahrzeugtypen in Aufbau und Einsatzzweck zum Teil deutlich unterscheiden. Sturmgeschütze waren ursprünglich reine Infanterieunterstützungspanzer, welche zur Waffengattung Artillerie gehörten. Nach der Bauart werden sie auch als Kasemattpanzer bezeichnet. Im Unterschied zum klassischen Kampfpanzer, der mit einer Kampfwagenkanone (kurz: KwK, heute Panzerkanone) ausgerüstet ist, haben Sturmgeschütze eine Sturmkanone (kurz: StuK), die nicht in einem Drehturm, sondern einem besonders flachen Aufbau der Wanne untergebracht ist, was zwar die seitliche Schwenkfähigkeit der Waffe deutlich einschränkt, jedoch einige Vorteile (niedrige Silhouette, geringeres Gewicht, einfachere Produktion) mit sich bringt.
Im Verlauf des Zweiten Weltkrieges wurden die Sturmgeschütze zunehmend auch in der Rolle der mobilen Panzerabwehr und auch als Ersatz für Kampfpanzer eingesetzt. Abhängig von der Hauptbewaffnung teilte sich der Verwendungszweck zum einen in die Rolle des vollgepanzerten Panzerjägers, der zusammen mit Jagdpanzern zur Panzerabwehr den Panzerjäger-Abteilungen zugeteilt wurde, und die eigentlichen Sturmgeschütze zur unmittelbaren Feuerunterstützung der Infanterie bei der Verteidigung und im Angriff. Die Zweitgenannten waren, nachdem die Panzerungen immer stärker wurden, nur noch bedingt zur Panzerabwehr geeignet. Gleichzeitig entwickelte sich die gepanzerte bewegliche Artillerie mit Panzerhaubitzen oder mechanisierten Kanonen auf Selbstfahrlafette. Diese profitierten in ihren eigenen Entwicklungslinien von den mit den Sturmgeschützen gemachten Erfahrungen.

## Entwicklung
Im Jahr 1927 erteilte das Reichswehrministerium einen Entwicklungsauftrag für einen Selbstfahrlafette mit 7,7-cm-Kanone auf einem Vollkettenschlepper. Dieser Entwicklungsauftrag führte nicht zu Prototypen und 1932 wurden die Arbeiten eingestellt, da andere Vorhaben der Heeresmotorisierung Vorrang hatten.
1935 verfasste Oberst Erich von Manstein Chef der Operationsabteilung im Generalstab des Heeres eine Denkschrift über die Schaffung von Sturmgeschützen mit 75 mm Kanone zur Infanterieunterstützung. Diese Sturmgeschütz sollten durch Direktfeuer feindliche Infanterie, Maschinengewehre, Geschütze, Stellungen und Panzer bekämpfen. Er schlug vor, bis 1940 jede Infanteriedivision mit einem Bataillon von Sturmgeschützen auszustatten. Zu Beginn des Krieges setzte ausschließlich die Wehrmacht Sturmgeschütze ein. Das Konzept fand in anderen Nationen Nachahmer. Deutsche Sturmgeschütze bewährten sich in der Bekämpfung von Panzern und zerstörten im Zweiten Weltkrieg mehr als 20.000 Panzer. Im Juni 1936 verfasste Manstein eine Denkschrift für Chef des Generalstabes für den Einsatz gepanzerter Fahrzeuge und Verbände im deutschen Heer. Dabei schlug er eine Abteilung Sturmartillerie mit drei Batterien mit je sechs Geschützen pro Infanterie-Division vor. Diese sollte zur Artillerie gehören, taktisch jedoch in enger Zusammenarbeit mit der Infanterie ausgebildet werden.
Um seine Hauptaufgabe – das Niederkämpfen von aus der Entfernung nur schwer wahrnehmbaren gegnerischen Stellungen – erfüllen zu können, musste sich das Sturmgeschütz der gegnerischen Hauptkampflinie nähern, der Kommandant musste Widerstandsnester aufgrund eigener Beobachtung orten und diese im direkten Richten (d. h. mit Flachfeuer) bekämpfen. Daraus erfolgten als Vorgaben der Konstruktion:
- Ausreichende Rundum-Panzerung, um feindlichem Infanteriebeschuss (Gewehre, MGs, Handgranaten) standhalten zu können.
- Geländegängigkeit
- Hauptwaffe mit großer Wirkung gegenüber weichen Zielen.
- Niedrige Silhouette, die einen aufrecht vorgehenden, eigenen Infanteristen nicht wesentlich überragen sollte.

Das Ergebnis war ein gepanzertes Vollkettenfahrzeug, welches eine Höhe von nur 1,96 m aufwies und somit etwa einen halben Meter niedriger war als ein Panzer III (Höhe 2,45 m bei Ausführung B/C). Als Geschütz wurde die gleiche Waffe gewählt, welche auch in den ersten Ausführungen des Panzer IV verwendet wurde. Diese 7,5 cm Sturmkanone (StuK 37 L/24) wies eine relativ kurze Rohrlänge auf, was zu einer niedrigen Geschossgeschwindigkeit und damit zusammenhängend zu einer schlechten Durchschlagsleistung der Wuchtgeschosse führte. Auf den Einbau eines um 360 Grad drehbaren Turms wurde bei den Sturmgeschützen ebenso verzichtet wie auf den Einbau eines Maschinengewehrs als Sekundärwaffe. Die Wahl eines kurzläufigen Geschützes sollte sich in den späteren Jahren – als es immer häufiger zum Kampf mit gegnerischen Panzern kam – als nachteilig erweisen. Das Sturmgeschütz III war auf deutscher Seite mit ca. 10.500 Exemplaren das am häufigsten hergestellte Vollketten-Panzerfahrzeug des ganzen Krieges. Zusätzlich wurden von Ende Dezember 1943 bis Kriegsende etwa 1100 Sturmgeschütze IV produziert.

## Einsatztaktik

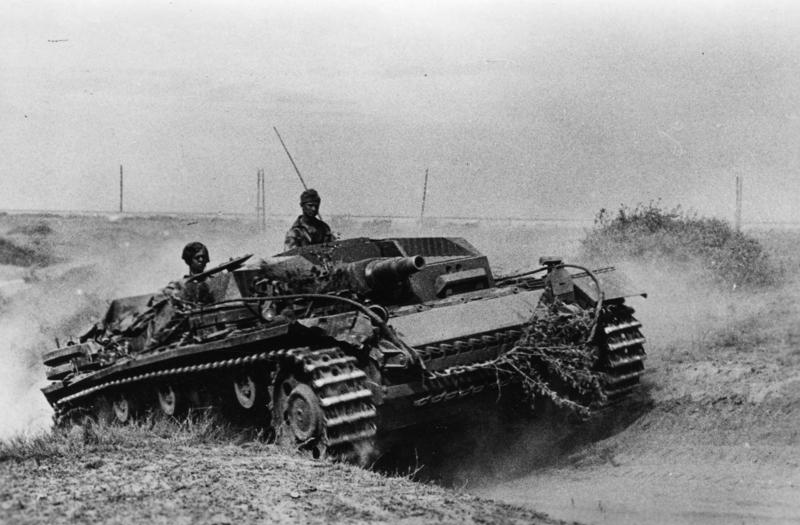
Ein Sturmgeschütz III in der Schlacht um Stalingrad

Beim Einsatz sollten die Sturmgeschütze auf gleicher Höhe mit den eigenen Infanteristen vorgehen und erkannte Widerstandsnester im direkten Beschuss ausschalten. Ein Vorpreschen der Sturmgeschütze war ebenso wenig vorgesehen wie ein – technisch durchaus mögliches – Wirken aus der Tiefe des Kampfraums mittels Distanzschuss.
Da ein drehbarer Turm fehlte, war es im Kampfeinsatz notwendig, zunächst das ganze Fahrzeug grob auf das zu bekämpfende Ziel auszurichten und anschließend mittels Handkurbeln die Feinjustierung der Kanone vorzunehmen.
Im Laufe des Krieges verlagerte sich der Einsatzschwerpunkt auf die Panzerjagd, dementsprechend erhöhte man im Zeitraum 1941 bis 1945 die Durchschlagsleistung durch Verwendung leistungsstärkerer Kampfwagenkanonen. Durch eine dickere Panzerung und eine Optimierung der Form (Topfblende) wurde die Beschussempfindlichkeit vermindert. Die so überarbeiteten Sturmgeschütze wurden neben ihrem Einsatz bei Infanteriedivisionen nun auch den Panzerdivisionen – als Ersatz für klassische Kampfpanzer – zugeteilt. Obwohl spätestens ab 1943 der Einsatzschwerpunkt eindeutig im Bereich der Panzerbekämpfung lag und sich somit eine Namensänderung auf „Jagdpanzer“ anbot, wurde die Bezeichnung Sturmgeschütz beibehalten.
Wie sehr sich das ursprüngliche Konzept des Sturmgeschützes gewandelt hatte, lässt sich auch daran ersehen, dass man auf deutscher Seite mit der Konstruktion der Sturmhaubitze 42 versuchte, zum ursprünglichen Einsatzzweck zurückzukehren.

## Rohrlänge und Winkelgruppe
Sehr eindeutig lassen sich diese Waffenarten (Panzerjäger vs. Sturmgeschütz) anhand der Rohrlänge ihrer Kanonen unterscheiden, siehe dazu Tabelle in Kampfwagenkanone. Zum Durchdringen der Panzerung brauchen Wuchtgeschosse eine möglichst hohe Geschwindigkeit; diese lässt sich mit geeigneter Treibladung und einem möglichst langen Rohr erreichen.
So waren die PzKpfw IV, Ausf. A-F, die mit der 7,5-cm-KwK 37 (Rohrlänge: 180,0 cm, „Stummel“ genannt) ausgerüstet waren, nicht zum Bekämpfen von (stärker) gepanzerten Zielen (mit Wuchtgeschossen) geeignet; sie waren ursprünglich zur artilleristischen Bekämpfung von Infanterie (sowie schwach gepanzerten Zielen) gedacht.
Die mit der 7,5-cm-KwK 40 (Rohrlänge 322,5 cm) ausgestatteten PzKpfw IV, Ausf. F2/G dienten hingegen zum Kampf gegen stark gepanzerte Ziele.
Andere Arten von panzerbrechenden Geschossen kommen aber auch mit kurzen Rohren zurecht, die auch zum Verschuss von Geschossen zum Bekämpfen von Infanterie dienten.
(Panzer-)Mörser und (Panzer-)Haubitzen haben höhere Anstellwinkel (siehe Winkelgruppe) als Sturmgeschütze.

## Eigenschaften
Wird bei einem Sturmgeschütz eine Laufkette zerstört, bleibt es noch bedingt kampffähig, da das Drehen um die Hochachse (und somit die Ausrichtung des Geschützes) noch durch die andere Kette möglich ist, lediglich die Marschfähigkeit ist verloren. Durch die Zerstörung beider Laufketten verliert ein Sturmgeschütz praktisch die Richtfähigkeit und war seitlichen Bedrohungen schutzlos ausgeliefert.

### Vorteile
- Niedrige Silhouette, wodurch das Fahrzeug einfacher zu tarnen, schwerer erkennbar und schlechter zu treffen war.
- Niedrigerer Herstellungspreis als bei einem Kampfpanzer, da auf einen teuren drehbaren Turm verzichtet wurde und stattdessen ein einfacher kastenförmiger Aufbau Verwendung fand. So konnte das Fahrzeug schneller und mit geringerem Rohstoffverbrauch gebaut werden. Die Kostenersparnis des Sturmgeschützes III betrug gegenüber dem Kampfpanzer III etwa 20 %.
- Weitgehende Standardisierung der Motoren- und Fahrwerkskomponenten mit existierenden Kampfpanzertypen, dadurch vereinfachte Wartung und Ersatzteilversorgung.
- Bei gleicher Panzerung und Bewaffnung leichter und damit geländegängiger als der Kampfpanzer bzw. konnte schwerer gepanzert und bewaffnet werden, ohne das Fahrwerk zu überlasten.

### Nachteile
- Wegen des fehlenden Turms waren Sturmgeschütze bei falscher Führung durch den eingeschränkten Seitenrichtbereich besonders im Häuserkampf deutlich benachteiligt.
- In Angriffsoperationen kein gleichwertiger Ersatz für Kampfpanzer, da durch die eingeschränkte Schussrichtung keine Flankensicherung möglich ist

## Andere Nationen

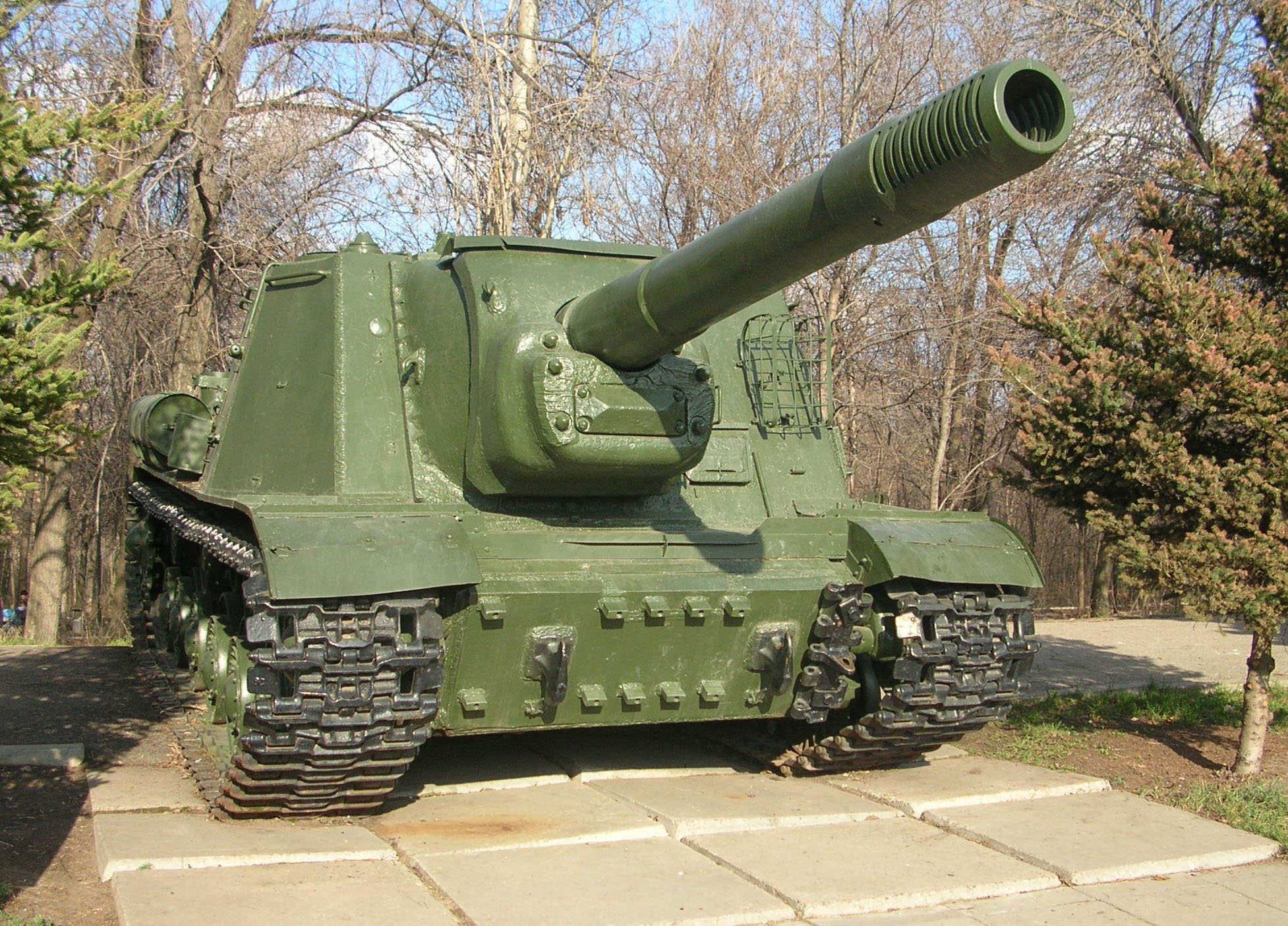
ISU-152

Die Sowjetunion hatte bereits 1939 mit dem Konzept des Sturmgeschützes experimentiert und schon im sowjetisch-finnischen Winterkrieg einen Prototyp, der allerdings als Marine-Selbstfahrlafette (SU-100U) bezeichnet wurde, fertiggestellt aber aufgrund des Kriegsendes nicht mehr eingesetzt. Bedingt durch die Kriegserfahrungen nach der deutschen Invasion 1941 wurden dann ab 1942 in größerem Umfang Sturmgeschütze (SU-122, ISU-122, SU-152, ISU 152) und Jagdpanzer (SU-85, SU-100) hergestellt. Oskar Munzel zählt im Kapitel über die „Feinde des Panzers“, die sowjetischen Sturmgeschütze als „besonders gefährliche Gegner“ für deutsche Panzer auf. Nach deutschem Vorbild wurden auch in Italien (Semovente 75/18), Ungarn (43M Zrinyi) und Schweden (Stormartillerivagn m/43) Sturmgeschütze auf der Basis von Panzer-Fahrgestellen hergestellt.
Bei den Westalliierten konnte sich das Konzept dagegen nicht durchsetzen. Die USA und Großbritannien setzten zur direkten Infanterieunterstützung stattdessen sogenannte Close-Support (CS) Panzer (Matilda, Cromwell, Churchill oder auch mit einem 105-mm-Geschütz bewaffnete Varianten des M4 Sherman) sowie leichte Selbstfahrlafetten (M8 Scott und M3 75/105 mm GMC) ein. Diese Konzeption wurde auch in der Nachkriegszeit weitergeführt, z. B. im M551 Sheridan.
Modernere Abkömmlinge waren die luftlandefähigen ASU-57 und ASU-85 aus der Sowjet-Union. Das Konzept des Kasematt-Panzer mit niedrigem Aufbau wird auch im schwedischen Stridsvagn 103 konsequent umgesetzt. Allerdings steht bei diesen Nachkriegsfahrzeugen die späte Nutzung der Sturmgeschütze als Panzerjäger im konzeptionellen Vordergrund.